# Mount Tatlow
Tŝ’ilʔoŝ, auch als Mount Tatlow bekannt, ist einer der Hauptgipfel der Chilcotin Ranges, einer Gebirgskette der Pacific Ranges in den Coast Mountains im Süden der kanadischen Provinz British Columbia. Er liegt im Cariboo Regional District auf einem isolierten Gebirgsgrat zwischen den unteren Ufern von Chilko Lake und Taseko Lakes und ist 3063 m hoch mit einer Schartenhöhe von 1.613 m.

## Geographie
In der Liste der höchsten Berge Kanadas hält er den 64. Platz, in Bezug auf die Schartenhöhe den 101. Platz. Der nächsthöhere Berg ist der Altruist Mountain (3064 m). Im Südosten liegt hinter den Taseko Lakes der Taseko Mountain, mit ebenfalls 3063 m der höchste Gipfel zwischen diesen Seen und dem Fraser River, während direkt südlich jenseits des Yohetta Valley (eines tief eingeschnittenen Tals, das die relativ tief gelegenen Gebiete rund um Chilko Lake und Taseko Lakes verbindet) findet sich ein Massiv mit dem Monmouth Mountain (3182 m hoch). Im Südwesten liegt hinter dem Chilko Lake der Mount Good Hope (3242 m) und gerade westlich, ebenfalls jenseits des Chilko Lake, der Mount Queen Bess (3298 m), der höchste Gipfel östlich des Homathko River vor der Waddington Range mit dem 4016 m hohen Mount Waddington.

## Name
Der Name Mount Tatlow wurde am 26. Juni 1911 offiziell aufgrund eines Vorschlags von Sidney Williams vom 23. Juni 1910 angenommen; am 11. März 2019 wurde der offizielle Name in Tŝ'ilʔoŝ geändert wie vom Tŝilhqot’in National Government vorgeschlagen und von Cariboo Regional District, BC Parks, Avalanche Canada sowie Recreation Sites and Trails unterstützt.
Tŝ’ilʔoŝ (in englischer Aussprache tsyle-oss, mit dem 'ʔ' als Glottisschlag) ist der traditionelle Name des Berges in der Sprache der Tsilhqot'in, deren traditionelles Territorium sich auf die Seen und die nördlich gelegene Hochebene erstreckte; auch der in diesem Gebiet liegende Ts’ilʔos Provincial Park trägt diesen Namen. Der Tradition der Indigenen folgend bringt es Unglück, auf den Tŝ’ilʔoŝ zu zeigen oder ihn im Alltag namentlich zu erwähnen; ein Wetterumschwung oder Schlimmeres könnte die Folge sein. Die Xeni Gwet'in, welche das Nemaiah Valley nahe dem Tŝ’ilʔoŝ bewohnen, fordern, dass der Berg und die umliegenden Gipfel unter keinen Umständen bestiegen werden dürfen; BC Parks führte diese Regel in ihre Richtlinien zur Landnutzung in diesem Gebiet ein.